# 施勞巴赫河
46°57′54″N 9°41′24″E / 46.965128°N 9.689941°E

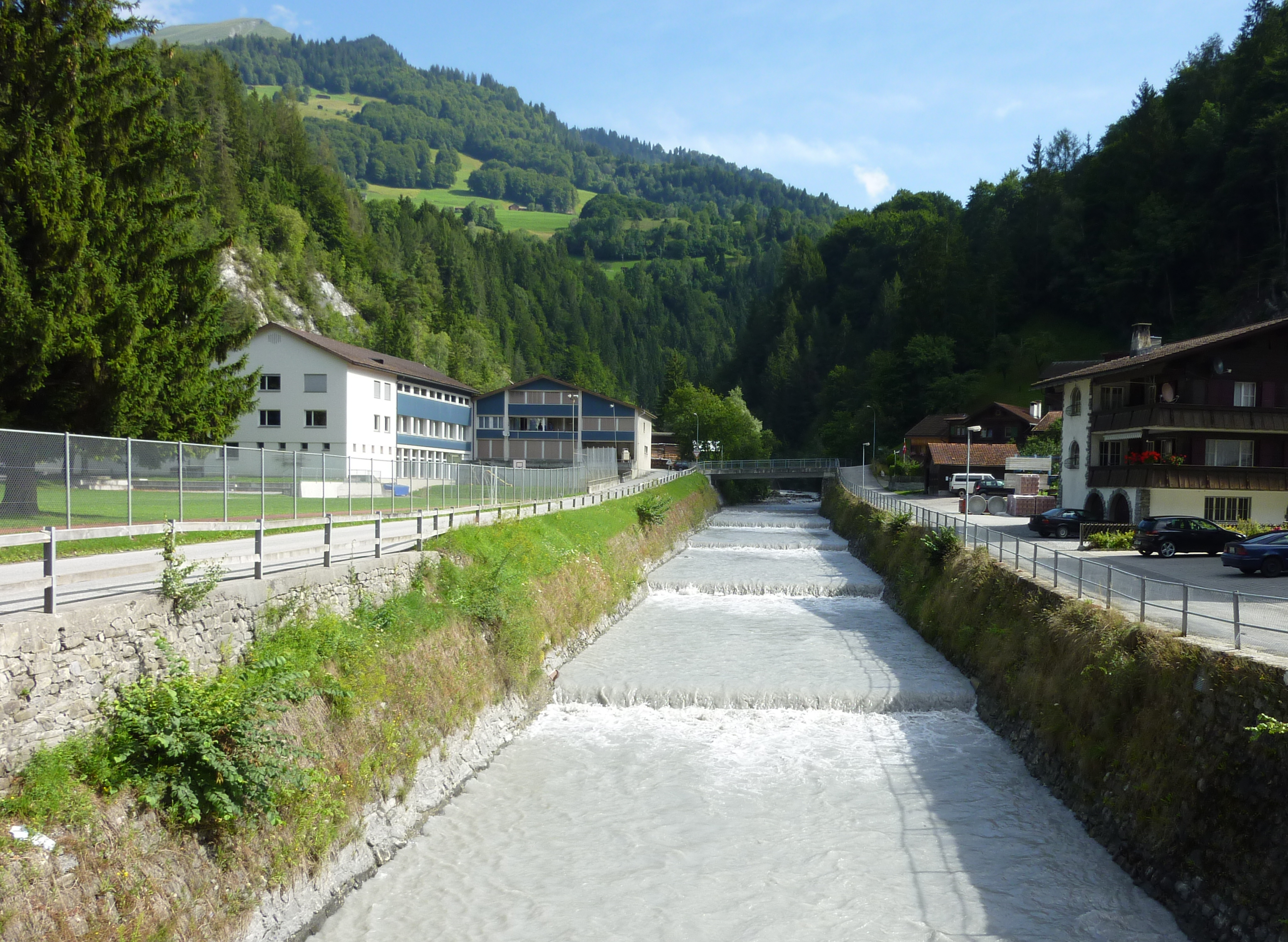

施勞巴赫河是瑞士的河流，位於該國東南部，流經格勞賓登州，屬於蘭德夸爾特河的右支流，河道全長12.8公里，流域面積64.9平方公里，發源自雷蒂孔山，河口處在席爾斯。